# Los tres mosquiteros
Los tres mosquiteros es una película en blanco y negro de Argentina dirigida por Enrique Carreras sobre el guion de Julio Porter que se estrenó el 7 de julio de 1953 y que tuvo como protagonistas a Alfredo Barbieri, Amelita Vargas, Gogó Andreu, Tono Andreu y María Luisa Santés.

## Sinopsis
Un joven provinciano y dos cómicos suplantan a los actores titulares en la representación teatral de Los tres mosqueteros.

## Reparto
- Alfredo Barbieri ... Tiburcio Vera
- Amelita Vargas ... Delfina
- Gogó Andreu ... Gogó
- Tono Andreu ... Tono
- María Luisa Santés ... Madre de Tiburcio
- Francisco P. Donadio ... Padre de Tiburcio
- Mario Baroffio ... Empresario teatral
- Guillermo Battaglia ... Fernando de Villadiego
- Mario Amaya
- Arsenio Perdiguero ... Humberto de la Parra
- Alfonso Pisano

## Comentarios
Manrupe y Portela escriben sobre el filme:

«Parodia de pinceladas gruesas hoy fatalmente avejentadas».

Por su parte King opinó:

«Dislocada acción … mezcla indefinida de ingredientes tiene lo que de esa coctelera sale, gusto agradable. Podría no ser un licor de mezcla muy pura, pero tiene sabor».